# 马济拉
马济拉（法語：Mazirat，法語發音：[maziʁa]）是法国阿列省的一个市镇，位于该省西南部，和克勒兹省接壤，属于蒙吕松区。

## 地理
马济拉（46°13'23"N, 2°32'23"E）面积20.26 平方千米，位于法国奥弗涅-罗讷-阿尔卑斯大区阿列省，该省份为法国中部省份，北起涅夫勒省、西北接谢尔省，西南至克勒兹省，南至多姆山省，东南临卢瓦尔省，东临索恩-卢瓦尔省。
与马济拉接壤的市镇（或旧市镇、城区）包括：小马尔什、圣泰朗斯、泰耶-阿尔让蒂、泰尔雅、比德利耶尔、埃沃莱班。

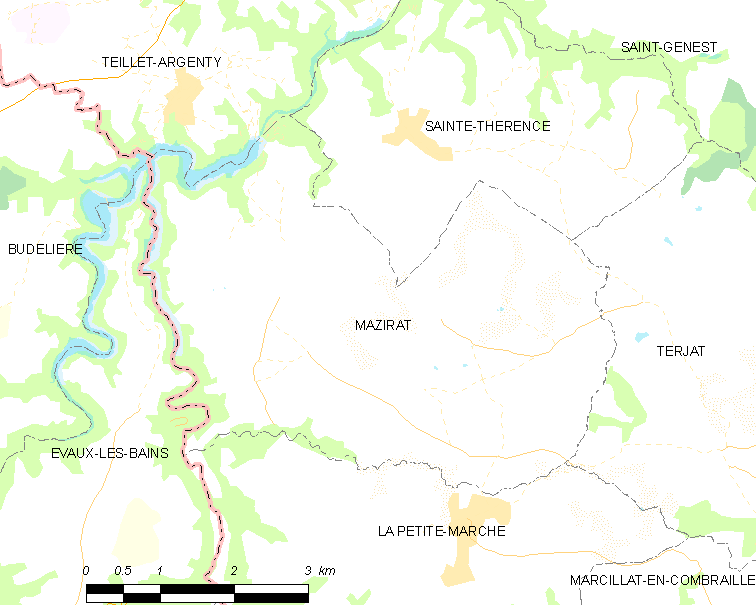
马济拉的OSM定位图

马济拉的时区为UTC+01:00、UTC+02:00（夏令时）。

## 行政
马济拉的邮政编码为03420，INSEE市镇编码为03167。

## 政治
马济拉所属的省级选区为蒙吕松第三县。

## 人口

1962-2008年间马济拉人口变化图示

马济拉于2022年1月1日时的人口数量为280人。